# فليب ويلسون
فليب ويلسون (بالإنجليزية: Flip Wilson)‏ هو كاتب سيناريو وممثل أمريكي، ولد في 8 ديسمبر 1933 بجيرسي سيتي في الولايات المتحدة، وتوفي في 25 نوفمبر 1998 بماليبو في الولايات المتحدة بسبب سرطان الكبد. من الجوائز التي نالها جائزة إيمي.

## جوائز
- جائزة إيمي

## وصلات خارجية
- فليب ويلسون على موقع IMDb (الإنجليزية)
- فليب ويلسون على موقع الموسوعة البريطانية (الإنجليزية)
- فليب ويلسون على موقع ألو سيني (الفرنسية)
- فليب ويلسون على موقع ميوزك برينز (الإنجليزية)
- فليب ويلسون على موقع أول موفي (الإنجليزية)
- فليب ويلسون على موقع قاعدة بيانات الأفلام السويدية (السويدية)
- فليب ويلسون على موقع إن إن دي بي (الإنجليزية)
- فليب ويلسون على موقع أول ميوزيك (الإنجليزية)
- فليب ويلسون على موقع ديسكوغز (الإنجليزية)
- فليب ويلسون على موقع قاعدة بيانات الفيلم (الإنجليزية)